# 大脳
大脳（だいのう、羅: 英: Cerebrum）、あるいは、終脳（英: Telencephalon）は、中枢神経系の一部である。頭蓋骨の直下に位置し、ヒトでは非常に発達している。大きく分けると次の三つの構造に分けられる。
- 大脳皮質：表層の灰白質
- 白質：大脳皮質の下にある神経線維の束
- 大脳基底核：大脳中心部で間脳の周囲を囲むように存在する神経細胞の集まり

大脳の機能は次の通りである。
知覚、知覚情報の分析、統合、運動随意性統御、記憶、試行、神経の伝導路。

## 画像

頭蓋内での大脳の位置を様々な角度から眺めた動画。赤色で示す部分が大脳。
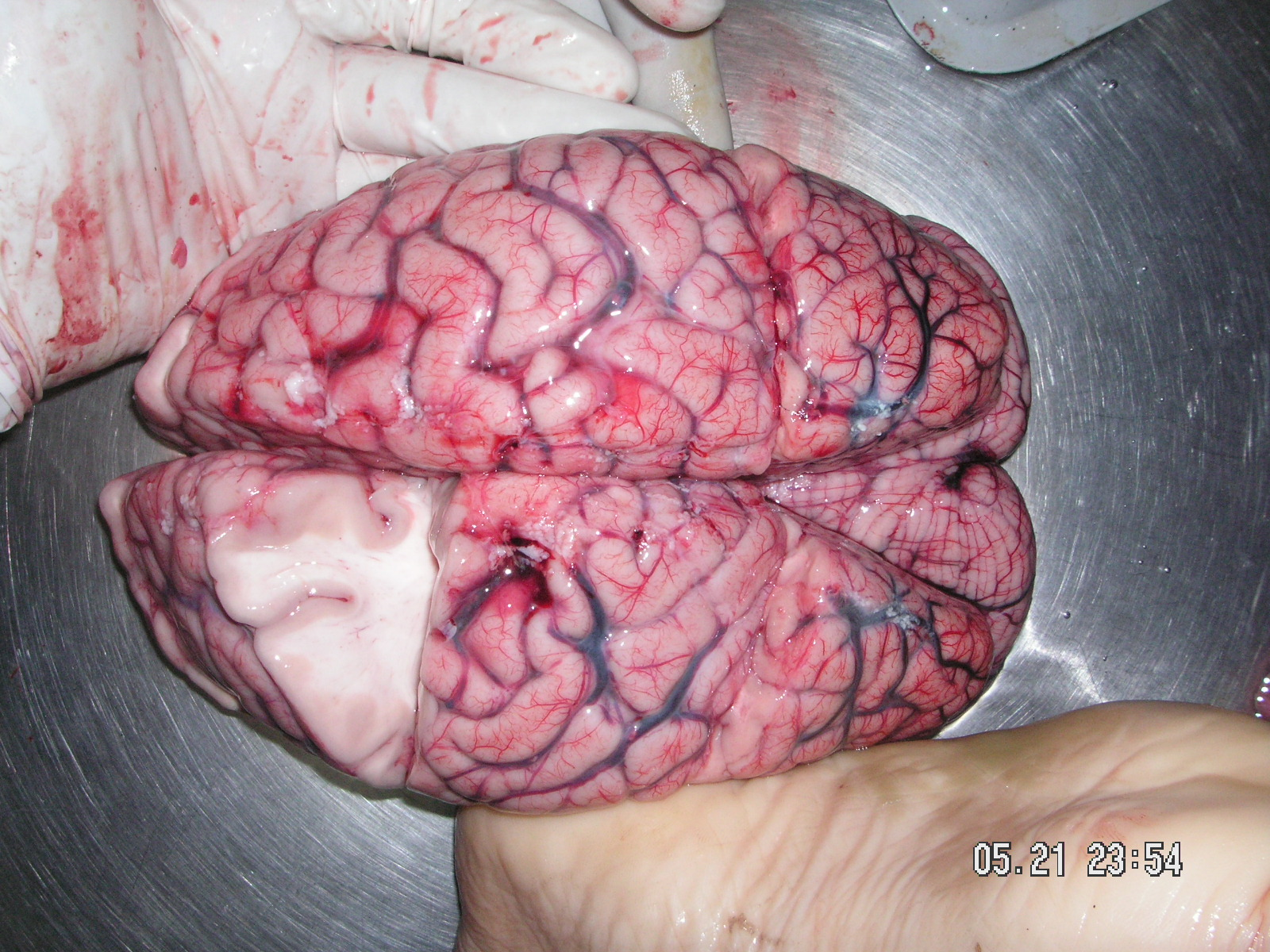
ヒトの大脳。前頭葉の一部が切除された状態。